# 野球の大会一覧
野球の大会一覧（やきゅうのたいかいいちらん）は、野球の主要な大会の一覧である。

## トップチーム
- ワールド・ベースボール・クラシック（存続）
- オリンピック野球競技（存続）
- WBSCプレミア12（存続）
- 世界身体障害者野球大会（存続）
- ベースボール・チャンピオンズリーグ（存続）

## 社会人代表
- ユニバーシアード野球競技（廃止）
- ハーレムベースボールウィーク（存続）
- IBAFワールドカップ（廃止）
- IBAFインターコンチネンタルカップ（廃止）

## 大学代表
- 世界大学野球選手権大会（存続）
- 日米大学野球選手権大会（存続）

## U-23
- WBSC U-23ワールドカップ（存続）

## U-18
- WBSC U-18ワールドカップ（存続）

## U-15
- WBSC U-15ワールドカップ（存続）

## U-12
- WBSC U-12ワールドカップ（存続）
- リトルリーグ・ベースボール・ワールドシリーズ（存続）

## 女子代表
- WBSC女子野球ワールドカップ（存続）
- 女子野球世界大会（廃止）